# Landing the Hose Reel
Landing the Hose Reel è un cortometraggio muto del 1915 diretto da Marshall Neilan; è il primo dei dieci episodi di The Chronicles of Bloom Center, un serial di genere comico ambientato in un villaggio rurale del New England.
Prodotto dalla Selig Polyscope Company e sceneggiato da Maibelle Heikes Justice e da William Lord Wright, questo primo episodio aveva come interpreti Irene Wallace, Sidney Smith, Ralph McComas, Elsie Greeson, William Hutchinson, Lillian Leighton, Martha Mattox, Lee Morris, John Lancaster, George Hernandez.

## Trama
Frederick Warren, milionario newyorkese, ama molto il piccolo villaggio rurale di Bloom Center dov'è nato e cresciuto e al quale elargisce spesso generose donazioni. Così, quando il locale comitato delle signore del "Circolo dell'arte del ricamo" organizza un incontro alla Melodeon Hall per discutere della necessità di un nuovo avvolgitubo per i vigili del fuoco, Ira Pash, direttore dell'ufficio postale, viene incaricato di scrivere a Warren per chiedergli un contributo per l'acquisto dell'apparecchio. La risposta del milionario è quella di essere disposto a coprire metà della somma occorrente se i cittadini di Bloom Center riusciranno a raccogliere l'altra metà. Warren manda al villaggio sua figlia Amy dove lei, senza rivelare la propria identità, dovrà accertarsi se gli abitanti apprezzano o meno la sua liberalità. Amy, che si presenta come una donna dai molti interessi letterari, fa subito amicizia con Margaret Tate, redattrice del Bugom, il settimanale della cittadina. Ma l'essere anche una ragazza bella ed elegante, dai modi raffinati, provoca grande impressione nei maschi locali e grande invidia da parte delle donne del paese. In quanto all'avvolgitubo, alcuni degli abitanti commentano causticamente l'offerta di Warren, mentre altri si mettono attivamente a cercare il modo di raccogliere la somma necessaria.
 
La soluzione è trovata imponendo una tassa sui baffi: ma molti, piuttosto che pagare un dollaro per potere continuare a tenersi i baffi, ricorrono al barbiere. Si organizza anche un festa all'aperto e così via. L'agente Plum pensa alle multe per eccesso di velocità ma Chubby Green cambia i cartelli stradali, provocando sconcerto in Plum, che deve anche vedersela con i malumori della signora Plum quando lui fa il cascamorto con Amy. Quest'ultima, dopo avere partecipato a diverse iniziative di raccolta fondi, scrive al padre dicendogli che sarà impossibile per gli abitanti raggiungere la somma prevista. Così Warren invia, come al solito, un assegno che permetterà l'acquisto del desiderato avvolgitubo. Quando arriva a Bloom Center per l'inaugurazione, il milionario presenta Amy come sua figlia, con grande costernazione di coloro che, in precedenza, avevano parlato male della ragazza. Si organizza una prova per testare il nuovo avvolgitubo e Chubby Green e i suoi compari se ne approfittano per scatenari molti falsi allarmi di incendio. Quando Plum scopre che la casa di Pash, il capo dei pompieri, sta bruciando sul serio, Pash lo rimprovera non credendo al suo allarme. Ma, quando Pash torna a casa, in alta uniforme con elmetto e stivali lucidi, scoprirà che della sua casa è rimasta solo una massa fumante di rovine.

## Produzione
Il film fu prodotto dalla Selig Polyscope Company.

## Distribuzione
Distribuito dalla General Film Company, il film - un cortometraggio in tre bobine della serie The Chronicles of Bloom Center - uscì nelle sale cinematografiche statunitensi il 14 ottobre 1915.

### Episodi diChronicles of Bloom Center
- Landing the Hose Reel, regia di Marshall Neilan (1915)
- Shoo Fly, regia di Burton L. King (1915)
- The Come Back of Percy, regia di Marshall Neilan (1915)
- A Thing or Two in Movies, regia di Marshall Neilan (1915)
- The Run on Percy, regia di Sidney Smith (1915)
- Perkin's Pep Producer, regia di Sid Smith (Sidney Smith) (1915)
- The Manicure Girl, regia di Burton L. King (1916)
- Spooks, regia di Sidney Smith (1916)
- No Sir-ee Bob!, regia di Sid Smith (1916)
- When the Circus Came to Town, regia di Sidney Smith (1916)
- Apple Butter, regia di Sidney Smith (1916)